# Festuca densipaniculata
Festuca densipaniculata là một loài cỏ thuộc họ Poaceae.
Loài này chỉ có ở Ecuador.